# Ernst Sandberg
Ernst Sandberg (geboren 12. November 1849 in Czempin, Provinz Posen; gestorben  28. Juli 1917 in Breslau) war ein deutscher Mediziner.

## Leben
Ernst Sandberg wurde als Sohn eines Kaufmanns geboren.
Er besuchte das Gymnasium in Groß-Glogau und Lissa und begann, nach dem Bestehen des Abiturexamens, ein Medizinstudium an der medizinischen Fakultät der Universität Breslau. Im Juni 1870 bestand er das Tentamen physicum und im Januar 1872 das Examen rigorosum. Am 26. März 1872 promovierte er mit Über die pathologische Ausscheidung von Blutfarbstoff; diese Arbeit widmete er seinem Lehrer Hermann Lebert, dem er sich zu besonderem Dank verpflichtet fühlte. Dort bedankt er sich ebenfalls bei Carl Weigert und Richard Gscheidlen.

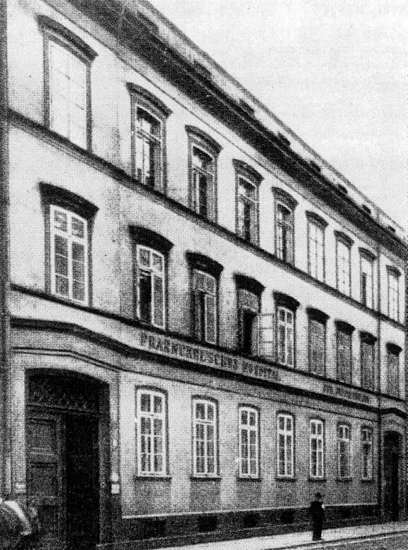
Das Fränckelsche Hospital in der Antoniestrasse in Breslau

1873 wurde er als Assistenzarzt am alten Jüdischen Krankenhaus, dem Fränckelschen Hospital, in Breslau angestellt und war in dieser Funktion bis 1889 tätig, bis er, nach dem Tod seines Chefs, Geheimrat Jonas Graetzer (1806–1889), zu dessen Nachfolger als Primärarzt des Krankenhauses ernannt wurde; in den später 1880er Jahren eröffnete er dazu noch eine Privatpraxis zur Behandlung innerer Krankheiten. Bereits wenige Tage nach seinem Amtsantritt als leitender Arzt legte er dem Vorstand der Israelitische Kranken-Verpflegungs-Anstalt und Beerdigungsanstalt zu Breslau (IKVA) ein Gutachten mit zahlreichen Verbesserungsvorschlägen hinsichtlich der Arbeitsweise des Hospitals vor, die in der Folge auch umgesetzt wurden.
1903 errichtete die IKVA mit Hilfe von Spenden in Höhe von über 2 Millionen Mark, der Breslauer Kaufmann Markus Fuchs vermachte der Vereinigung ein Legat über 250.000 Mark und die in Paris lebende Witwe von Moritz Hirsch von Gereuth, Clara, stellte eine Summe von 300.000 Mark zur Verfügung, im Süden der Stadt ein großes Gebäude. In dieser Zeit siedelte er in das neue Krankenhaus in der Hohenzollernstrasse über, in dem er bei einer Vergrößerung von 50 auf 250 Betten nicht mehr die alleinige Leitung übernehmen konnte, sondern sich auf die Leitung der inneren Abteilung beschränkte.
Ernst Sandberg war nicht nur Leiter der staatlichen Krankenpflegeschule, sondern gab sein erworbenes Wissen weniger durch Publikationen, als vielmehr durch praktische Ausbildung, weiter; 1904 gab es in Preußen erst 90 Internisten. So kamen in den letzten Jahren vor Kriegsbeginn jeden Tag eine große Anzahl von Ärzten aus Breslau als auch von auswärts, um mit ihm die tägliche Visite durchführen zu können. Hierdurch hat er im Laufe der Zeit viele praktische Ärzte weitergebildet, die später selbst gesuchte Ärzte wurden.

## Auszeichnungen und Ernennungen
- 1902 wurde Ernst Sandberg zum Sanitätsrat und 1911 zum Geheimen Sanitätsrat ernannt.
- Im Dezember 1916 erhielt er, für seine Verdienste um die Verwundeten der Lazarettabteilung des Krankenhauses, das Eiserne Kreuz am weiß-schwarzen Band.

## Mitgliedschaften
Ernst Sandberg war Mitglied der Gesellschaft der Brüder und der Schlesischen Gesellschaft für vaterländische Cultur.

## Schriften
- Über die pathologische Ausscheidung von Blutfarbstoff. Breslau 1872 (Web-Ressource).
- Ernst Sandberg; Georg Reinbach; Paul Ehrlich: Das israelitische Krankenhaus zu Breslau: Denkschrift verfasst im Auftrage des Vorstandes der Israelitischen Kranken-Verpflegungs-Anstalt. Breslau: Schletter’sche Buchhandlung, 1904.